# Tierra de Alba (Zamora)
La Tierra de Alba és una comarca natural i històrica situada al centre de la província de Zamora. Està formada per 25 municipis i el cap comarcal és Carbajales de Alba.

## Municipis
- Carbajales de Alba
- Losacino
- Losacio
- Manzanal del Barco
- Perilla de Castro
- Pino del Oro
- Santa Eufemia del Barco
- Vegalatrave
- Videmala
- Villalcampo